# Цујоши Куниеда
Цујоши Куниеда (јап. 国枝 強; Хирошима, 18. септембар 1944) бивши је јапански фудбалер.

## Каријера
Током каријере је играо за Тојо.

## Репрезентација
За репрезентацију Јапана дебитовао је 1969. године. За тај тим је одиграо 2 утакмице.

## Статистика
| Јапан  | Јапан   | Јапан  |
| Година | Наступи | Голови |
| ------ | ------- | ------ |
| 1969.  | 2       | 0      |
| Укупно | 2       | 0      |